# Cordillera Subbética
La cordillera Subbética es uno de los sistemas montañosos que forman los sistemas Béticos, que se extienden desde Gibraltar hasta la provincia de Alicante, en España. Es la parte más interna de la zona externa de las cordilleras Béticas. Se inicia en el extremo occidental de estas, desde el cabo de Trafalgar, para penetrar en Murcia. Discurre al norte de la cordillera Penibética, que la separa del mar, y al sur del Prebético, cuando este existe, ocupando una superficie y longitud mucho mayor que este, y cuando no, al sur

## Geología
Los materiales que forman el Subbético se depositaron en una zona más interna de la fosa Bética, por lo tanto son poco frecuentes las lagunas estratigráficas y los materiales son propios de una zona más profunda —margas, margo-calizas, calizas y de tipo dolomítico—. Estos materiales fueron empujados por el plegamiento alpino, por lo que formaron pliegues y sobre todo, como el empuje fue mayor, estos fueron desplazados hacia el Norte constituyendo cabalgamientos sobre el resto de los materiales. También debajo de los materiales del Subbético existía una capa de margas yesosas del trías que favorecieron los cabalgamientos. Al igual que en la zona Prebética estos materiales fueron sometidos a la erosión, los materiales más duros formaron sierras más o menos agrestes y los materiales más blandos —margas y margo-calizas— fueron destruidos por la erosión y formaron los corredores.
La zona Subbética se ve afectada por los últimos movimientos de finales del plegamiento que formaran los pliegues de fondo de gran radio, además de fallas y fracturas.
Desde el punto de vista geomorfológico no hay casi diferencias entre los sistemas Subbético y Prebético; esto es lo que hace que los geógrafos lo consideren una misma estructura.

## Sierras
En su conjunto está formada por una serie de sierras calizas y dolomíticas de altitudes modestas y separadas unas de otras por pasillos de origen tectónico y litológico —existencia de materiales más blandos que son aprovechados por los afluentes del Guadalquivir para excavar los amplios pasillos—. Algunas de las sierras que la conforman son (de oeste a este): 
- Sierra del Aljibe, en el parque natural de Los Alcornocales.
- Sierra de Grazalema, con la máxima altitud de la provincia de Cádiz en el pico del Torreón de la sierra del Pinar.
- Sierra Sur de Sevilla, cumbre del pico del Terril 1129 m, máxima altitud de la provincia de Sevilla.
- Sierras Subbéticas de Córdoba, con el pico de la Tiñosa, techo de la provincia de Córdoba.
- Sierra Elvira
- Sierra de Parapanda, máxima cota 1604 m s. n. m. en el pico del Morrón.[3]
- Sierra de Loja
- Sierra Sur de Jaén
- Sierra Harana
- Sierra de Cogollos
- Sierra de Huétor, en contacto con el sistema Penibético.
- Sierra de la Alfaguara
- Sierra Mágina y Sierra de La Sagra, superpuestas sobre el sistema Prebético. Pico Mágina, techo de la provincia de Jaén
- Sierra del Cambrón
- Sierra de Burete